# Rachel Jackson
Rachel Donelson Robards Jackson, nascida Rachel Donelson (15 de junho de 1767 – 22 de dezembro de 1828) foi esposa do 7.º presidente estadunidense, Andrew Jackson.

## Vida
Nasceu no atual Condado de Halifax, Virgínia, Rachel foi a filha do coronel John Donelson, um hidrógrafo e membro da Casa de Burgesses. Durante a campanha presidencial de 1828, a imprensa descobriu o seu casamento anterior e acusou Rachel de adultério, atacando sua piedade. Embora Jackson tenha tentando manter esses dados ocultos de sua esposa, que tinha um histórico de problemas cardíacos, ela ouviu o suficiente para perceber que seu passado estava sendo classificado a nível nacional.
Pelo menos em parte como resultado de sua angústia, ela passou mal e morreu repentinamente de um ataque de coração em 22 de dezembro de 1828, duas semanas após a vitória de seu marido nas eleições presidenciais, porém antes de sua inauguração. Mais de 10 000 pessoas apareceram em seu funeral. Rachel Jackson foi enterrada na Véspera de Natal.

## Magnólia na Casa Branca
Andrew Jackson, sétimo presidente norte-americano, plantou em 1828 uma magnólia na Casa Branca como homenagem à mulher que nunca chegou a ser primeira-dama. Em 2017, quase 190 anos depois, a árvore tem de ser cortada por colocar em risco a estrutura e as pessoas.
A primeira-dama esteve sempre representada na Casa Branca. Andrew Jackson plantou um ramo da magnólia que tinha na sua casa no Tennessee no jardim presidencial: uma espécie de memória do seu amor, que devia durar e crescer ao longo dos anos.
De facto, a árvore cresceu. Tornou-se uma magnólia imponente, que marca a sua presença no lado esquerdo de quem olha para a fachada. Serviu de sombra para muitos, viu crianças a correr de um lado para o outro e até esteve representada nas notas de 20 dólares entre 1928 e 1988. Feitas as contas, a árvore viu 39 presidentes, a Guerra Civil Americana e as duas Guerras Mundiais. 